# Динамо МВД
«Динамо» МВД — киргизский футбольный клуб, представлявший Бишкек.

## Названия
- 1930—1995 — «Динамо».
- 1996 — «Динамо-Ойл».
- 1997—1998 — «Динамо».
- 1998 — ЦАГ-«Динамо»-МВД.
- 1999 — ЦАГ-«Динамо».
- 2000 — «Динамо».
- 2001 — «Эркин Фарм».
- 2002 — «Динамо-Эркин Фарм».
- 2002 — «Динамо».
- 2003 — «Динамо-Полет».
- 2012 — «Динамо» МВД.

## История
Был основан в 1930 году. В советский период провёл 2 сезона в соревнованиях мастеров (1946, 1947), занимая 5-е места в среднеазиатском зональном турнире третьей группы.
В остальные годы выступал в первенстве Киргизской ССР и соревнованиях более низкого уровня, был 3-кратным чемпионом Республики (1935, 1938, 1952) и 4-кратным обладателем Кубка Республики (1939, 1945, 1951, 1955).
В 1939 году команда добилась высшего достижения в кубке страны, выйдя в 1/16 финала.
В 1995 году дебютировал в Высшей лиге Кыргызстана, в том же году вышел в финал Кубка страны. Во второй половине 1990-х годов был одним из сильнейших клубов Кыргызстана, став 3-кратным чемпионом (1997, 1998, 1999).
В начале XXI века испытывал финансовый кризис, в 2001—2002 годах носил названия «Эркин Фарм» и «Динамо-Эркин Фарм» в честь спонсора, а в 2003 году объединился с другим бишкекским клубом «Полёт» и выступал как «Динамо-Полёт». По окончании сезона-2003 был расформирован.
В 2012 году был возрождён как «Динамо» МВД и сразу включён в Высшую лигу, где занял 4-е место, но по окончании сезона вновь расформирован.

## Достижения
Высшая лига
- Чемпион (3): 1997, 1998, 1999

Кубок Кыргызстана
- Победитель (4): 1939, 1945, 1951, 1955
- Финалист: 1995

## Тренеры
- Меклис Кошалиев (1995)
- Евгений Новиков (~1996-1998)[1]
- Михаил Тягусов (1999—2000)
- Евгений Новиков (2001, с июля)[2]
- Ислам Дадабаев (2003)[3]
- Мирлан Эшенов (2012)